# Sven Gustafson (manusförfattare)
Sven Oskar John Gustafson, ursprungligen Gustavsson, född 18 juli 1901 i Hellvi på Gotland, död 27 maj 1964 i Oscars församling i Stockholm, var en svensk journalist och film- och kuplettförfattare.
Gustafson fick efter avslutade studier i Lund anställning vid Skånska dagbladet som journalist och redaktionssekreterare. Han inledde skrivandet av kupletter och texter åt Oscar Winge 1929. När Edvard Persson engagerades av Europa Film följde han med som textförfattare och blev anställd som reklamchef. Gustafson var gift med operettsångerskan Emy Owandner.
Sven Gustafson är gravsatt i minneslunden på Skogskyrkogården i Stockholm.

## Filmografi roller
- 1939 – Kalle på Spången

## Filmmanusi urval
- 1942 – Kvinnan tar befälet
- 1943 – En flicka för mej
- 1944 – Skeppar Jansson
- 1947 – Får jag lov, magistern!
- 1947 – Bröllopsnatten
- 1948 – Flickan från fjällbyn